# RD Sennō Chōsashitsu
Real Drive (ＲＤ 潜脳調査室, RD Senno Chosashitsu) est une série télévisée d'animation japonaise, créée par Production I.G et Masamune Shirow. Real Drive est coproduit avec la collaboration du plus grand diffuseur commercial du Japon, Nippon Television Network Corporation (NTV), et a été diffusé pour la première fois le 8 avril 2008.

## Intrigue et contexte
En 2061 cinquante ans ont passé depuis que l'humanité a développé le Network society. Il est prévu que cette nouvelle infrastructure réaliserait une utopie où tous les gens sont connectés entre eux au niveau de la conscience. Toutefois, de nouveaux problèmes sociaux tel que la fuite de données personnelles et la prolifération d'informations manipulées commence à faire surface. Néanmoins, les gens restent reliés sur le réseau pour échanger des informations, et s'avèrent incapables de décider de l'abandonner.
Avec le temps, un nouveau domaine du réseau avec des mesures de sécurité renforcées a été développé. Il s'agit du Mata Real Network (le Metal).
Le Metal accueille les données mémorielles personnelles grâce à des enclaves cybernétiques virtuelles protégées appelées Bubble Shell.

## Manga
Une adaptation en manga de Real Drive, dessinée par Momotarou Miyano, a été prépubliée dans Magazine Z de juin 2008 à mars 2009. Deux volumes ont été édités par Kōdansha le 22 août 2008 et le 23 février 2009,.